# 稚内駅
稚内駅（わっかないえき）は、北海道稚内市中央3丁目に所在する北海道旅客鉄道（JR北海道）宗谷本線の駅である。駅番号はW80。事務管コードは▲121851。
現存する日本国内の鉄道駅としては最北に所在する。

## 歴史

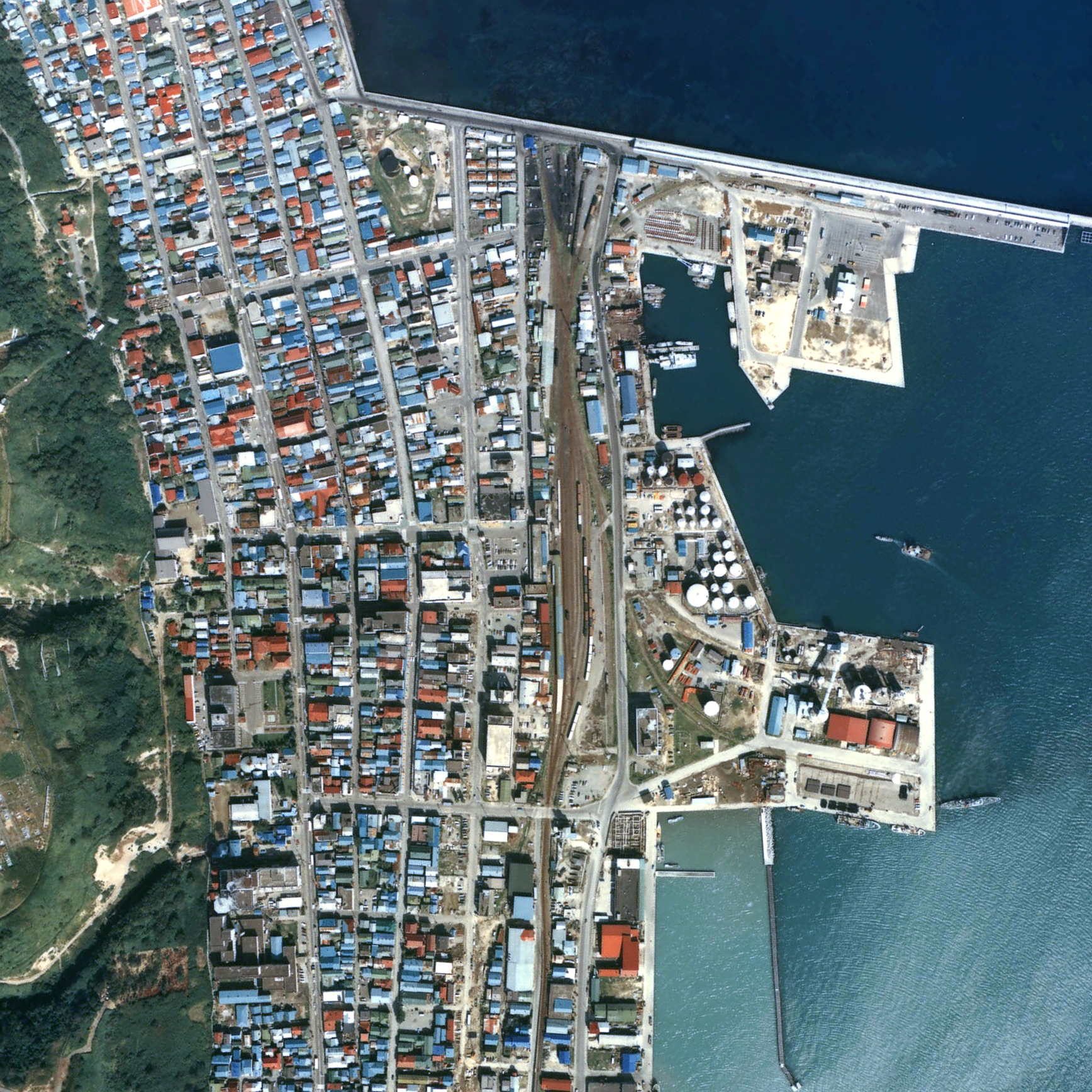
1977年（昭和52年）の宗谷本線稚内駅と周囲約1 km範囲。島式ホーム1面2線でたくさんの副線を持つ。北側の防波堤がかつての稚泊連絡船のターミナルで、先端の駐車場の手前の青い屋根の所にかつて稚内桟橋仮乗降場があった。当時の岸壁の一部は既に埋め立てられているが、路盤はまだ残っている。また稚内駅南東の埋立地への専用線もすでに撤去され、こちらも路盤が残っている。島式ホームの南端の左付近から、倉庫群を挟んで本線の1区画左を走る国道40号の右横に沿う空き地に向けて斜めに残されている路盤は、1975年（昭和50年）頃に現在の位置に切り替わるまで本線が敷かれていた跡である。

稚内における鉄道は、1922年（大正11年）に開業したが、当初の稚内駅は現在の稚内駅の約2 km 南に位置し（南稚内駅の前身、その後移転）、南樺太の大泊へ向かう鉄道連絡船「稚泊航路」への乗船客は徒歩で、貨物は荷車で連絡していた。
この不便を解消するため、1928年（昭和3年）12月26日に稚内港駅（わっかないみなとえき）まで鉄道路線が延伸されたのが、当駅の始まりである。
1936年（昭和11年）には稚内港の北防波堤桟橋が竣工し、さらに防波堤桟橋内への線路延長敷設工事（約850 m）が始まり、1938年（昭和13年）10月1日から防波堤桟橋内（現：北防波堤ドーム内）に稚内桟橋駅（わっかないさんばしえき）を、稚内港駅の構内乗降場の扱いで設置している。
1939年（昭和14年）2月1日に稚内港駅を稚内駅に、稚内駅を南稚内駅に改称した。その後、稚泊航路は1945年（昭和20年）8月以降のソ連軍の南樺太侵攻開始後も樺太からの引揚者輸送に当たり、同年8月24日に稚内港に入港した便を最後に運航停止となって、稚内桟橋駅も実質的に廃止となった。
2010年（平成22年）1月31日には2番線が廃止されたことにより、単線の駅になった。2011年（平成23年）4月3日には「稚内駅前地区第1種市街地再開発事業」に伴う稚内駅再開発ビル「キタカラ」（KITAcolor）に新しい駅舎（4代目）が開業した（「キタカラ」（KITAcolor）は2012年（平成24年）に全面開業した）。

### 年表
- 1923年（大正12年）5月1日：稚泊航路開設[3]。
- 1924年（大正13年）11月10日：稚内連絡待合所開設。
- 1928年（昭和3年）12月26日：宗谷線稚内駅（現在の南稚内駅） - 当駅間延伸開業[4][7]。開業時の駅名は稚内港駅（わっかないみなとえき）[4][7]。一般駅。
  - 開業時の駅舎は、稚内連絡待合所の建物を改修した上で利用していたと推測されている。「稚泊航路」への連絡を重要としていたため市街地とは反対側の海側に駅舎があった。
- 1938年（昭和13年）
  - 6月30日：駅舎を市街地側に移転（2代目駅舎）。
  - 10月1日：稚内桟橋駅開業（当駅構内の仮乗降場扱い）[4]。
- 1939年（昭和14年）2月1日：従来の稚内駅を南稚内駅とし、当駅を稚内駅と改称[4]。このときから南稚内駅を当駅駅長の管理下とする[8]。
- 1945年（昭和20年）8月25日：稚泊連絡船運航停止し、稚内桟橋駅が事実上廃止[4]。
- 1949年（昭和24年）6月1日：公共企業体である日本国有鉄道（国鉄）に移管。
- 1952年（昭和27年）11月6日：南稚内駅移転に伴い、南稚内駅との間のキロ程が1.2 kmから2.7 kmに変更[4]。
- 1965年（昭和40年）10月1日：駅舎建替えにより、3代目駅舎使用開始[9]。
- 1967年（昭和42年）
  - 2月1日：南稚内駅が駅長配置駅となり、当駅駅長の管理下を離れる[8]。
  - 9月6日：昭和天皇、香淳皇后が道内を行幸啓。稚内駅発、札幌駅行のお召し列車が運転[10]。
  - 10月1日：みどりの窓口設置[9]。
  - 同年内：指宿駅と「姉妹駅」提携。
- 1970年（昭和45年）3月1日：補助コンテナ基地設置[11]。
- 1973年（昭和48年）10月1日：コンテナ基地に昇格[12][13]
- 1975年（昭和50年）11月：南稚内駅 - 稚内駅間の高架工事（全長1.1km）が完成[14]。併せてプラットフォームを50 m 延長し有効長250 m とする[15]。
- 1984年（昭和59年）2月1日：貨物取り扱い廃止[11][16][17]、名寄駅 - 稚内駅間の貨物列車も廃止となる[17]。
- 1985年（昭和60年）5月：国鉄の余剰人員対策として、構内に国鉄直営の土産店を開設[15]。
- 1986年（昭和61年）11月1日：新聞紙を除き荷物取り扱い廃止[18]。
- 1987年（昭和62年）4月1日：国鉄分割民営化により、北海道旅客鉄道（JR北海道）の駅となる[19]。
- 1991年（平成3年）10月25日：新聞紙の取り扱い廃止[18]。
- 2000年（平成12年）3月11日：特急「スーパー宗谷」・「サロベツ」運転開始により、特急列車発着駅となる[9][20]。
- 2006年（平成18年）3月18日：夜行特急「利尻」が季節運転の「はなたび利尻」となる[9][21]。
- 2007年（平成19年）9月30日：臨時夜行特急「はなたび利尻」廃止。夜行列車の運行終了[9]。
- 2010年（平成22年）1月30日：2番線廃止[9][22]。
- 2011年（平成23年）4月3日：前日の営業をもって旧駅舎（3代目駅舎）を閉鎖し、新駅舎暫定開業[9][23]。関連して日本最北端線路地点が約100m南側に移動。営業キロの改キロはなし。
- 2012年（平成24年）
  - 4月29日：新駅舎と一体の複合施設「キタカラ」（KITAcolor）全面開業[9][24][25]。
  - 5月3日：道の駅わっかないオープン[9][26]。
- 2017年（平成29年）4月1日：窓口営業時間を短縮し、早朝・夜間の社員配置が取りやめとなる。
- 2024年（令和6年）11月18日：現金用自動券売機を廃止し、きっぷの販売は窓口とクレジットカード専用自動券売機のみとなる[27]。

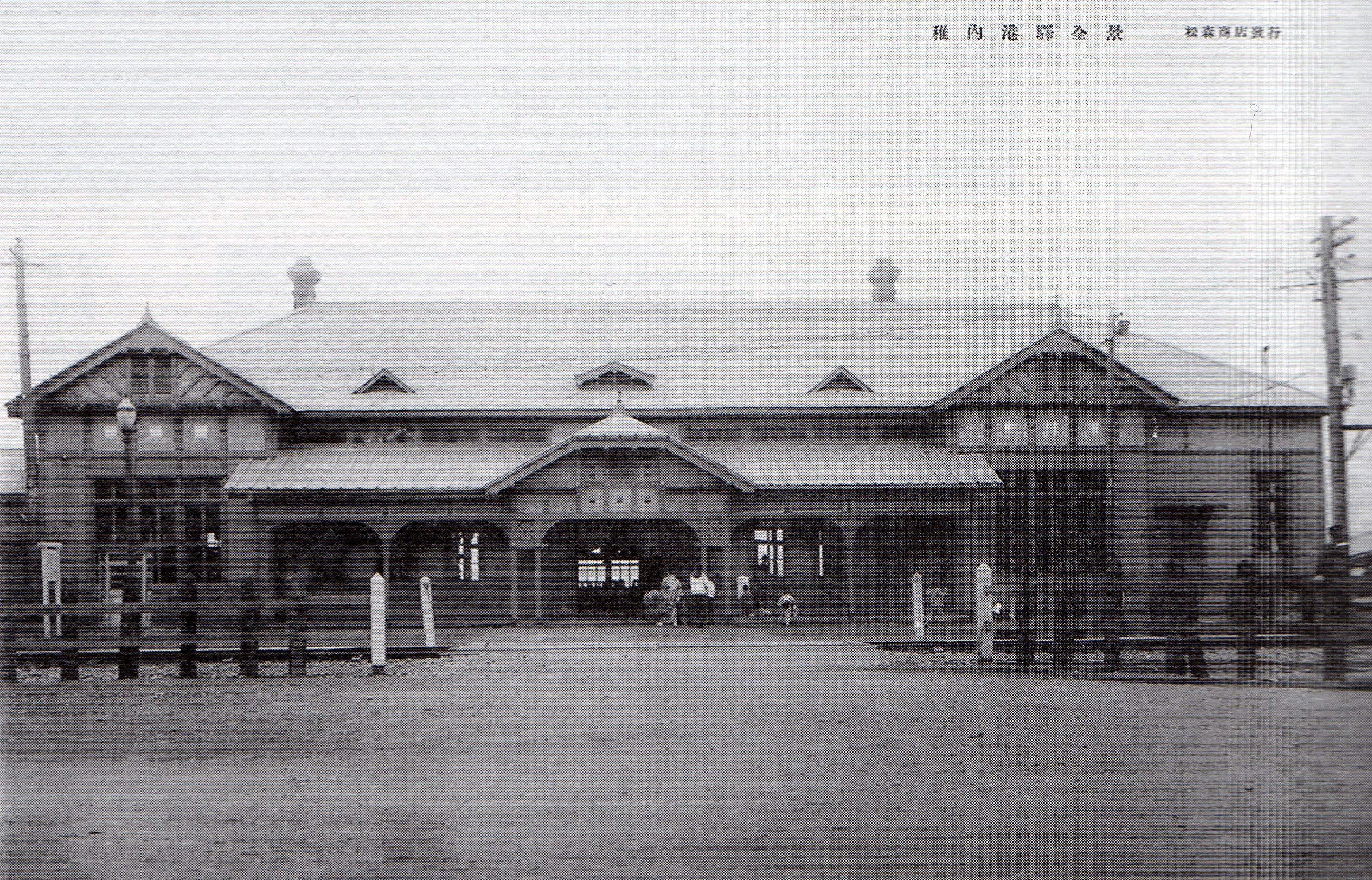
稚内港駅舎（初代駅舎）（1939年2月）
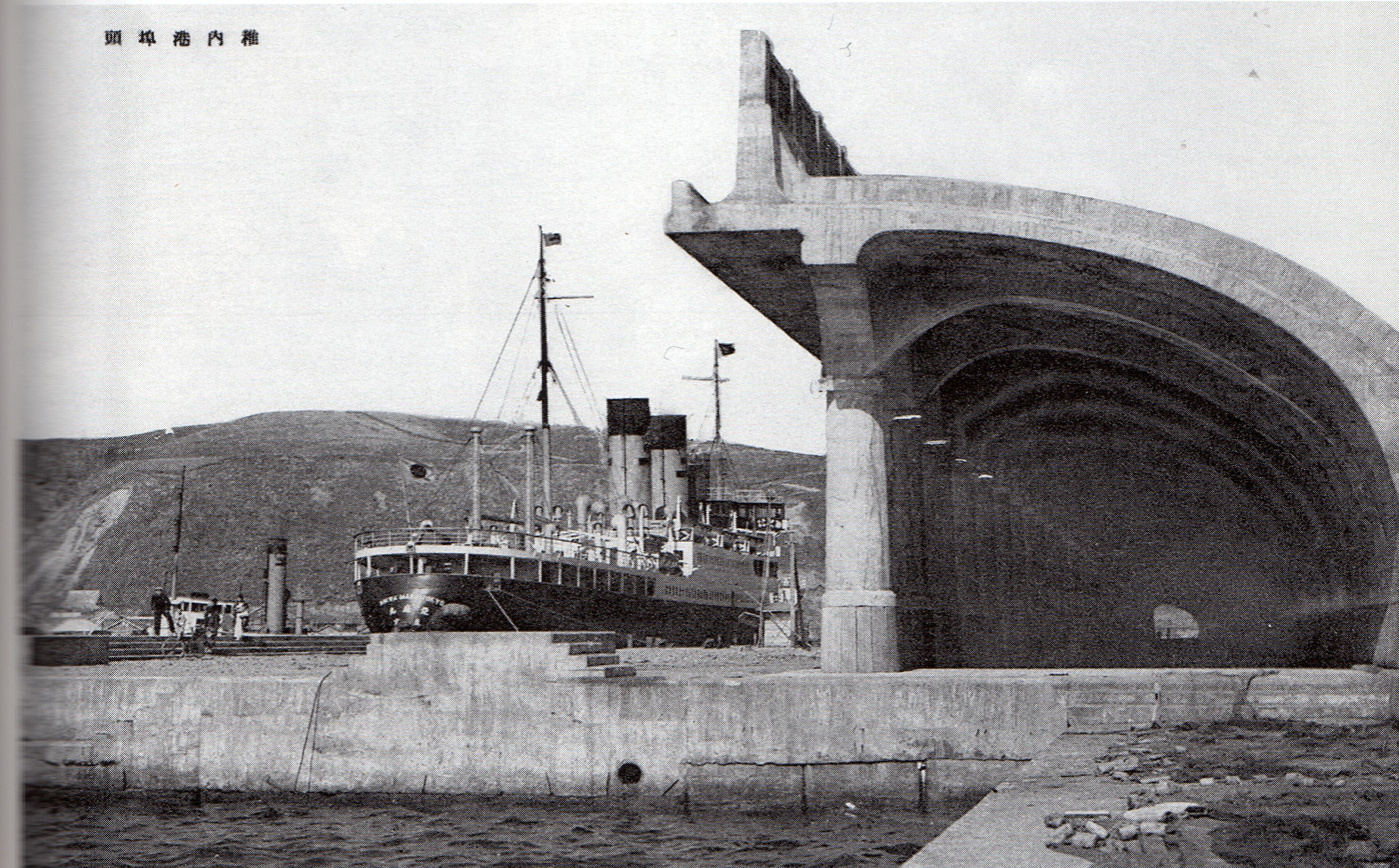
現在の北防波堤に接岸している稚泊連絡船「亜庭丸」（撮影月日不詳　鉄道ピクトリアル No.828 p.49より）
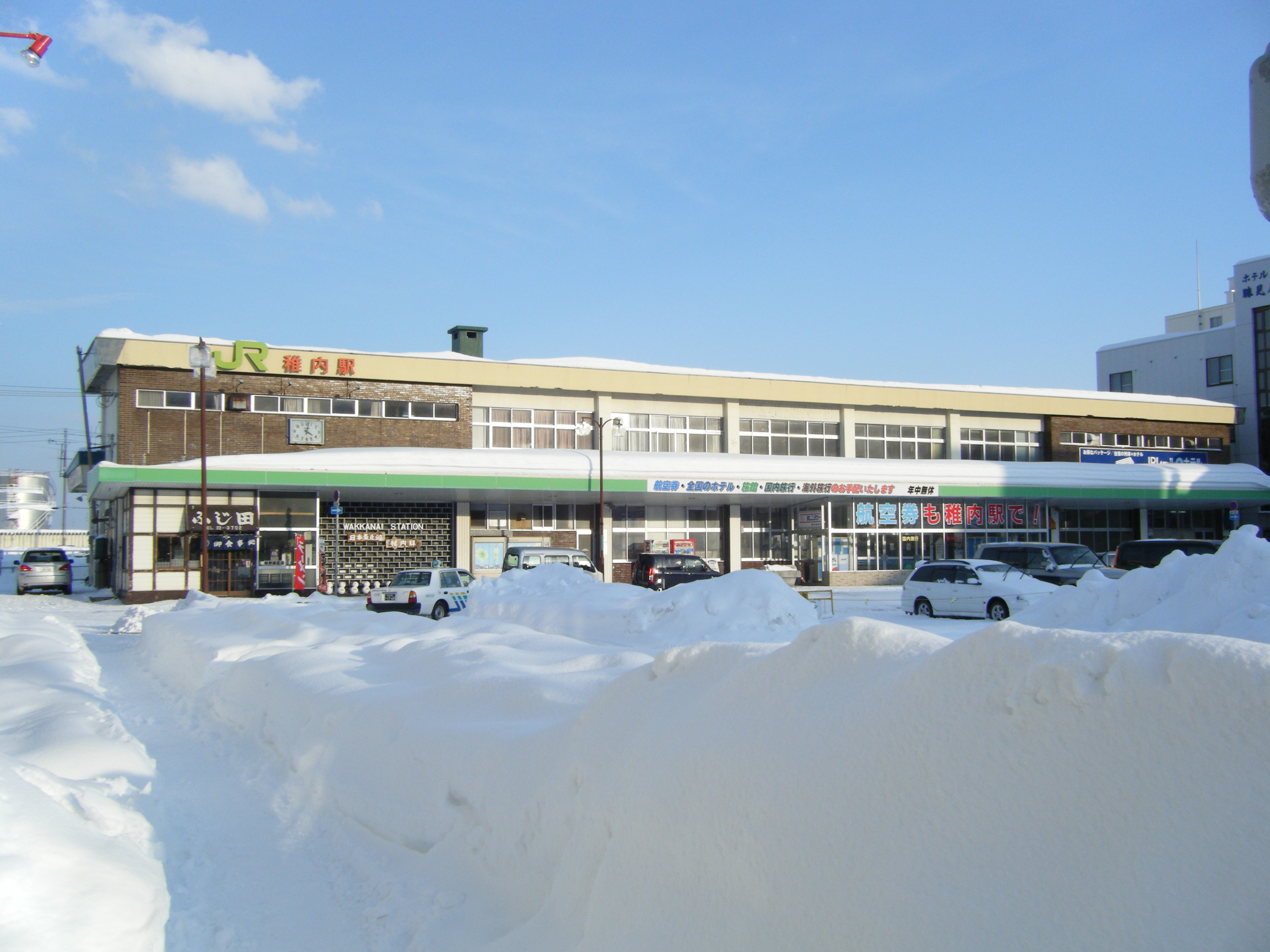
稚内駅舎（3代目）（2009年2月）
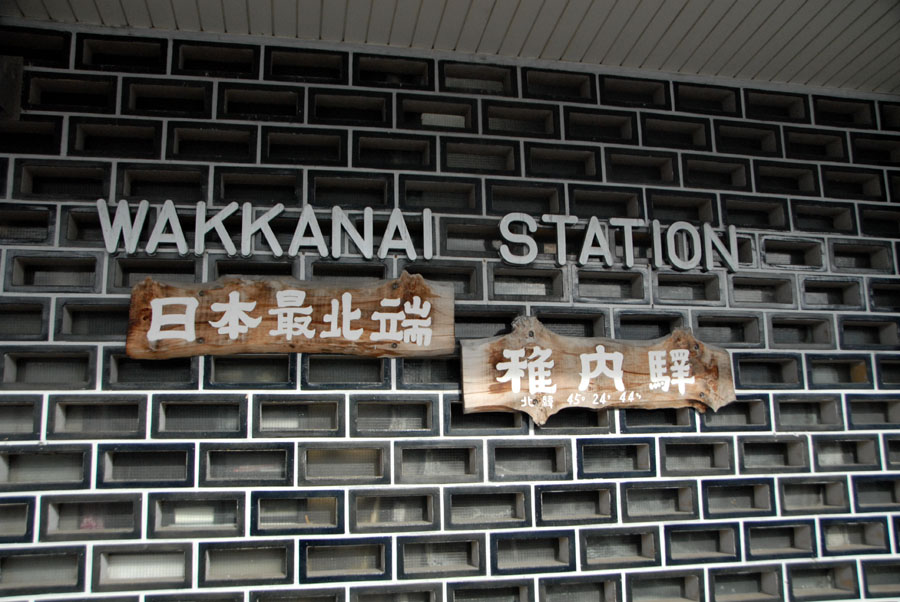
3代目駅舎の入口脇にあった「稚内駅」表示（2006年8月）2020年8月現在ではホームに移設されている。
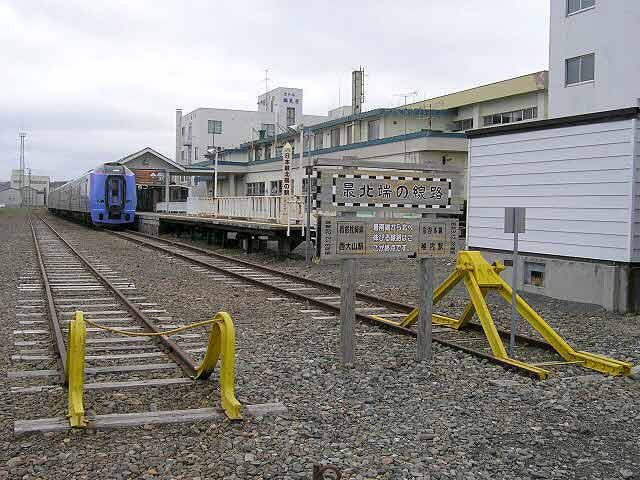
最北端の線路と移設前の看板（2005年5月）
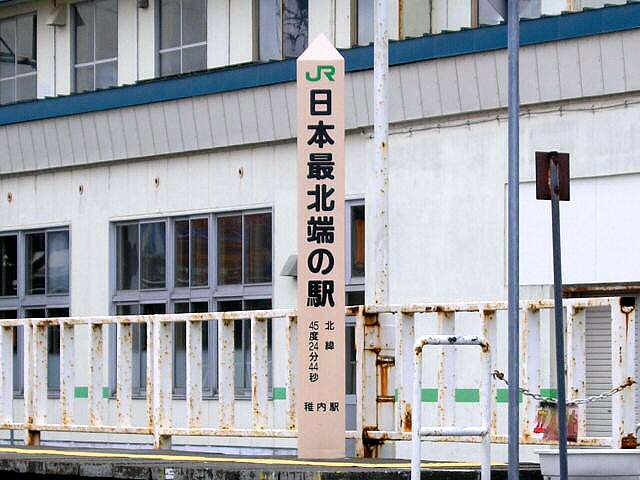
「日本最北端の駅」標柱（2005年5月）
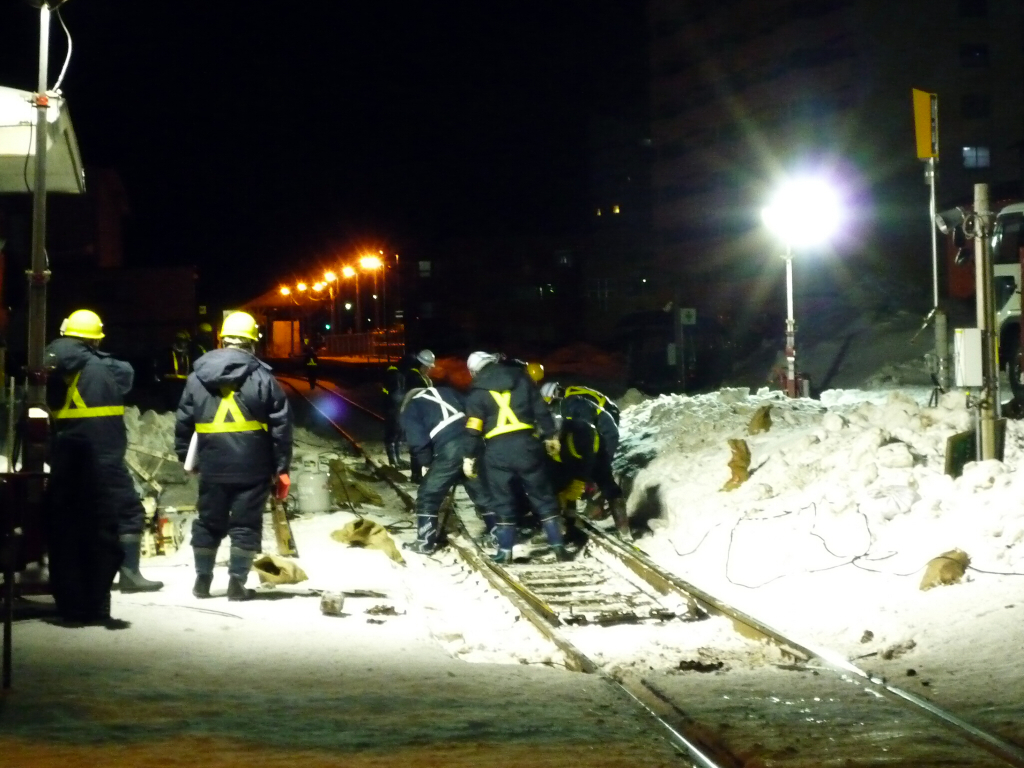
棒線化工事のための転轍機撤去工事（2010年1月）
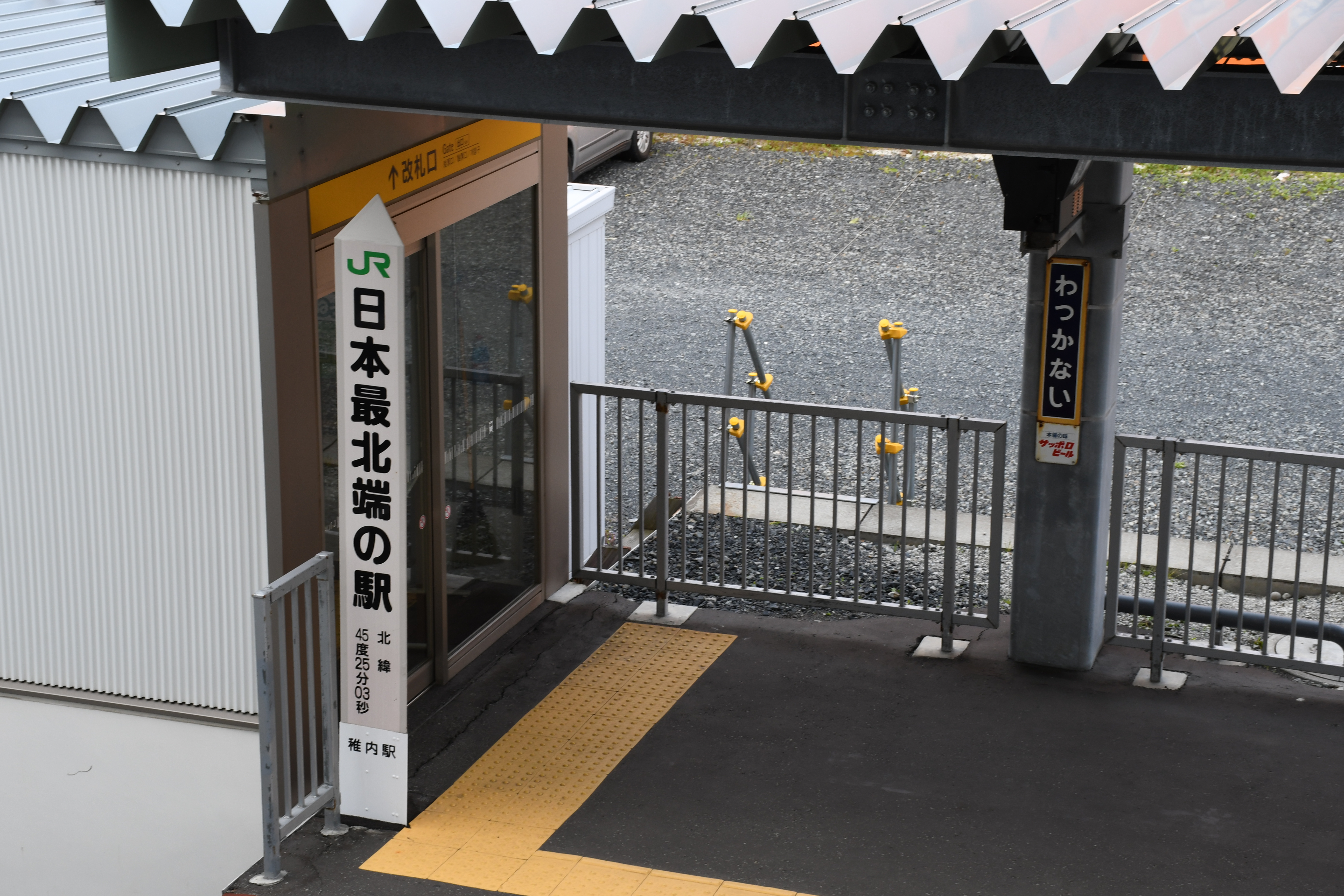
ホームにある「日本最北端の駅」を示す標柱（2018年7月）

### 駅名の由来
市名より。アイヌ語の「ヤㇺワッカナイ（ラテン翻字: yam-wakka-nay）」〔冷たい・水（飲み水）の・川〕から。

## 駅構造
単式ホーム1面1線を有する地上駅。
以前は島式ホーム1面2線だったが、2010年（平成22年）1月30日をもって2番線を廃止し、線路や分岐器、出発信号機、場内信号機が撤去され、棒線化及び停留所化した（現駅舎開業以前は構内踏切（警報機のみ）も設置していた）。これに伴い、南稚内駅から当駅（線路終端）間は1閉塞となり、2列車以上の進入ができなくなった。また、以前の日本最北端の線路として使用していた車止めとレールが、JR北海道から稚内市に寄贈され、駅前広場上のモニュメント「日本最北端の線路」として2012年（平成24年）3月に復元されている。
改札口からホームへ向かう通路はスロープになっており、バリアフリー化している。社員配置駅（現在は南稚内駅の被管理駅）。改札口横にみどりの窓口、指定席券売機（クレジットカード専用）、待合室がある。
なお、当駅は稚内市が整備した複合施設「キタカラ（KITAcolor）」内に入居しているが、「キタカラ」は駅のほかバスターミナル（稚内駅前バスターミナル）、売店や飲食店、コンビニエンスストア、観光協会、地域交流センター、映画館、グループホーム、高齢者住宅を備えた複合施設であり、「道の駅わっかない」として道の駅の指定を受けているほか、稚内港国際・国内フェリーターミナルなどと合わせて「みなとオアシスわっかない」の指定も受けている。

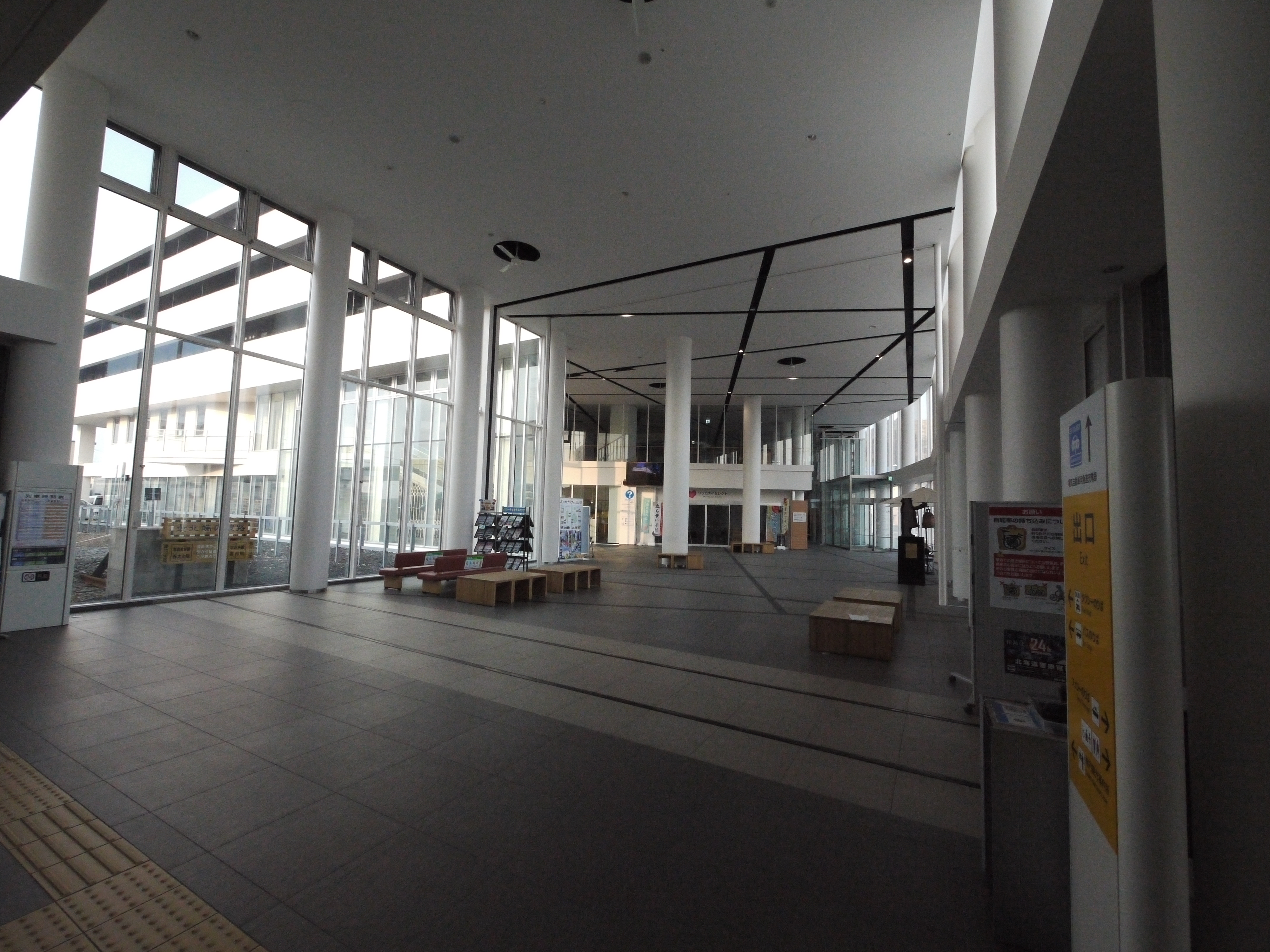
駅舎内（2015年4月）
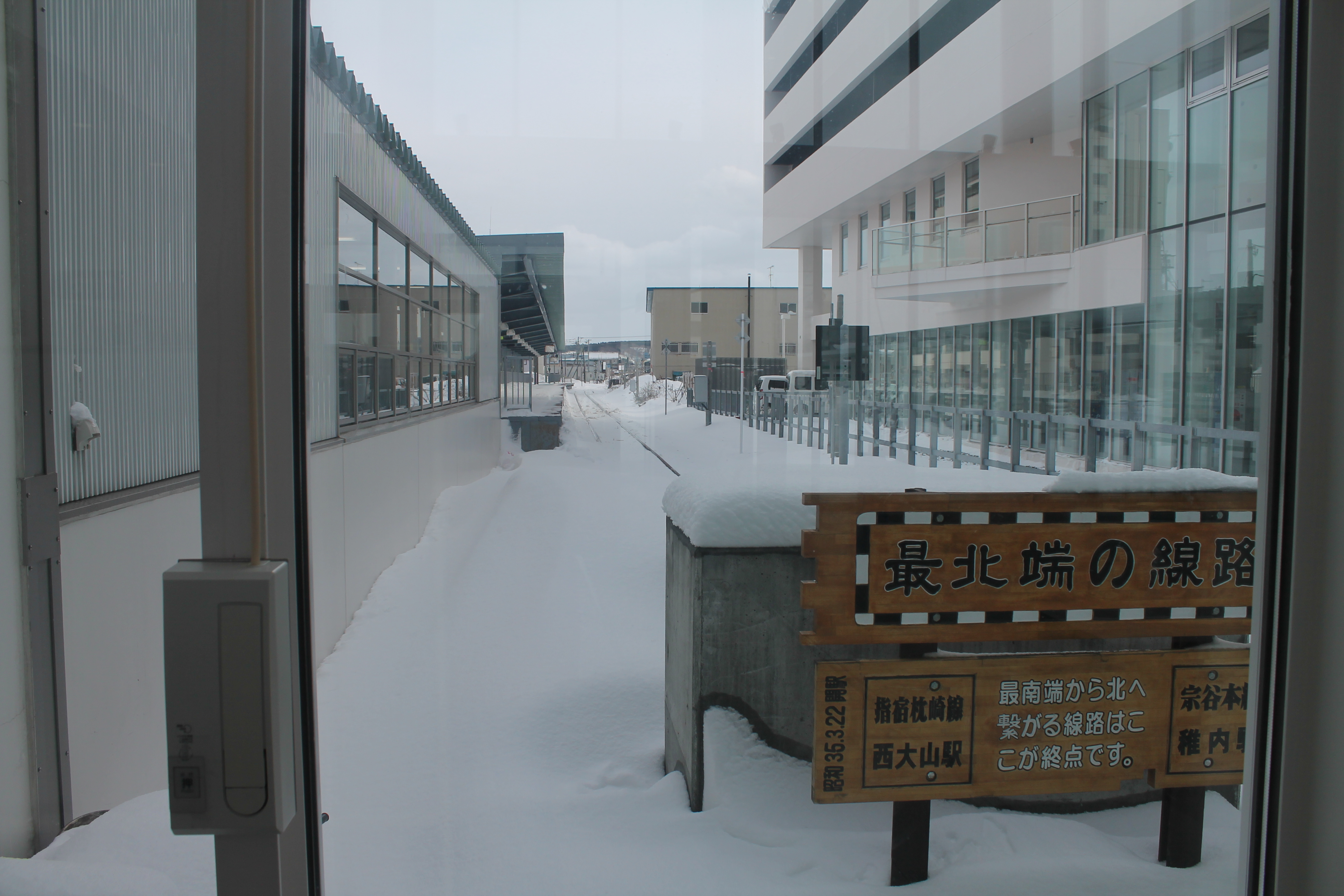
「最北端の線路」看板（2014年4月）
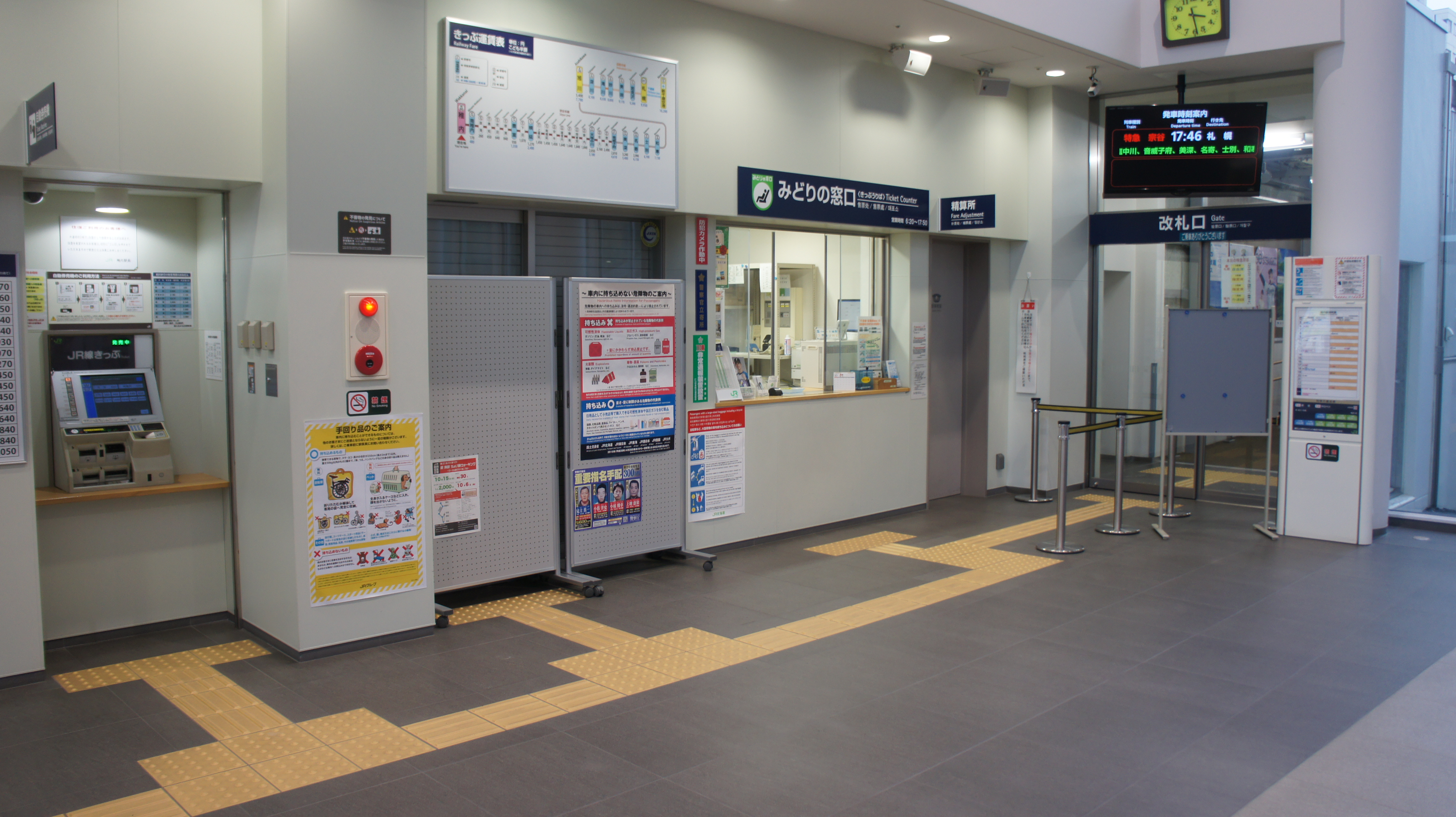
改札口（2017年10月）
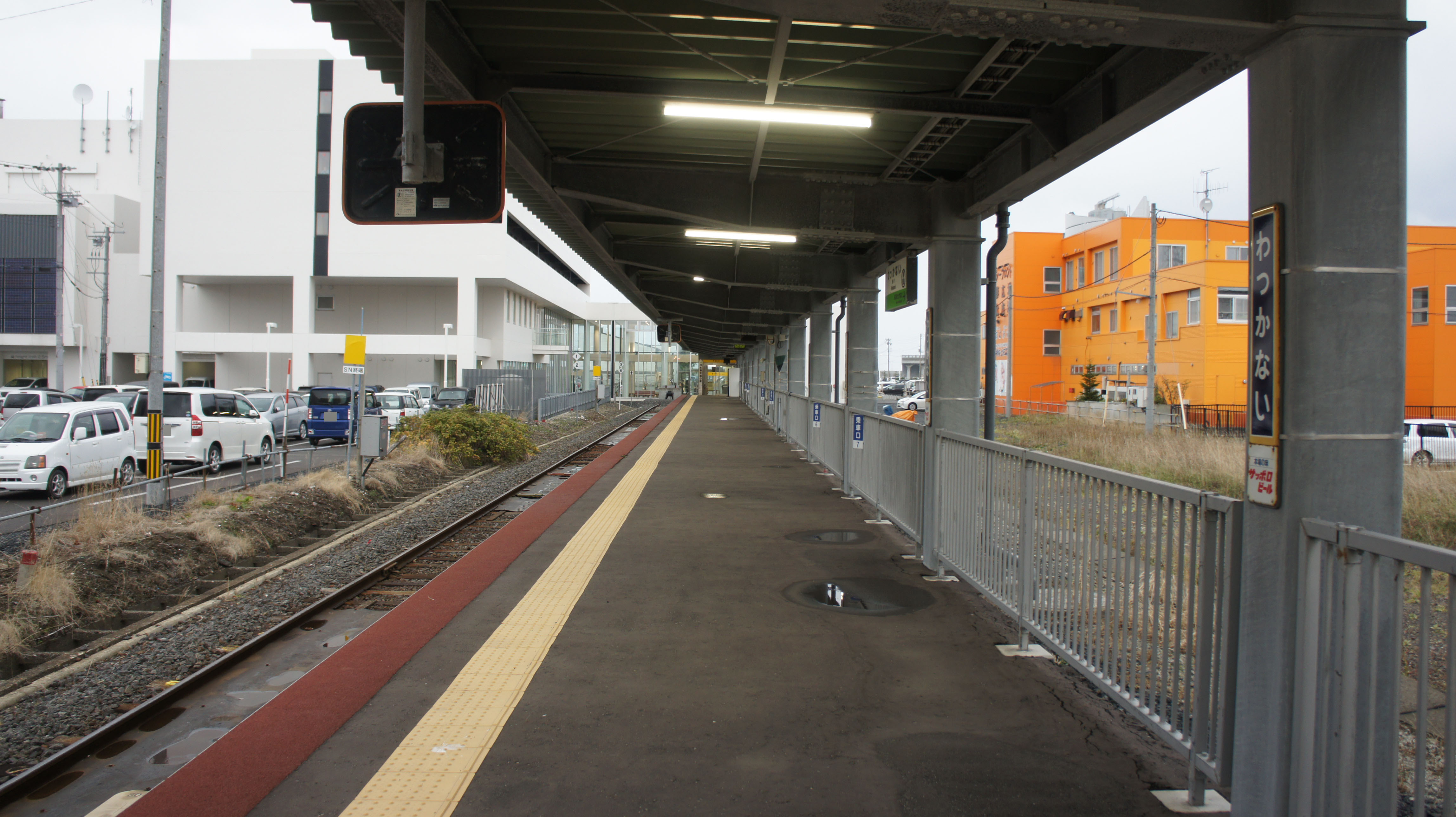
ホーム（2017年10月）
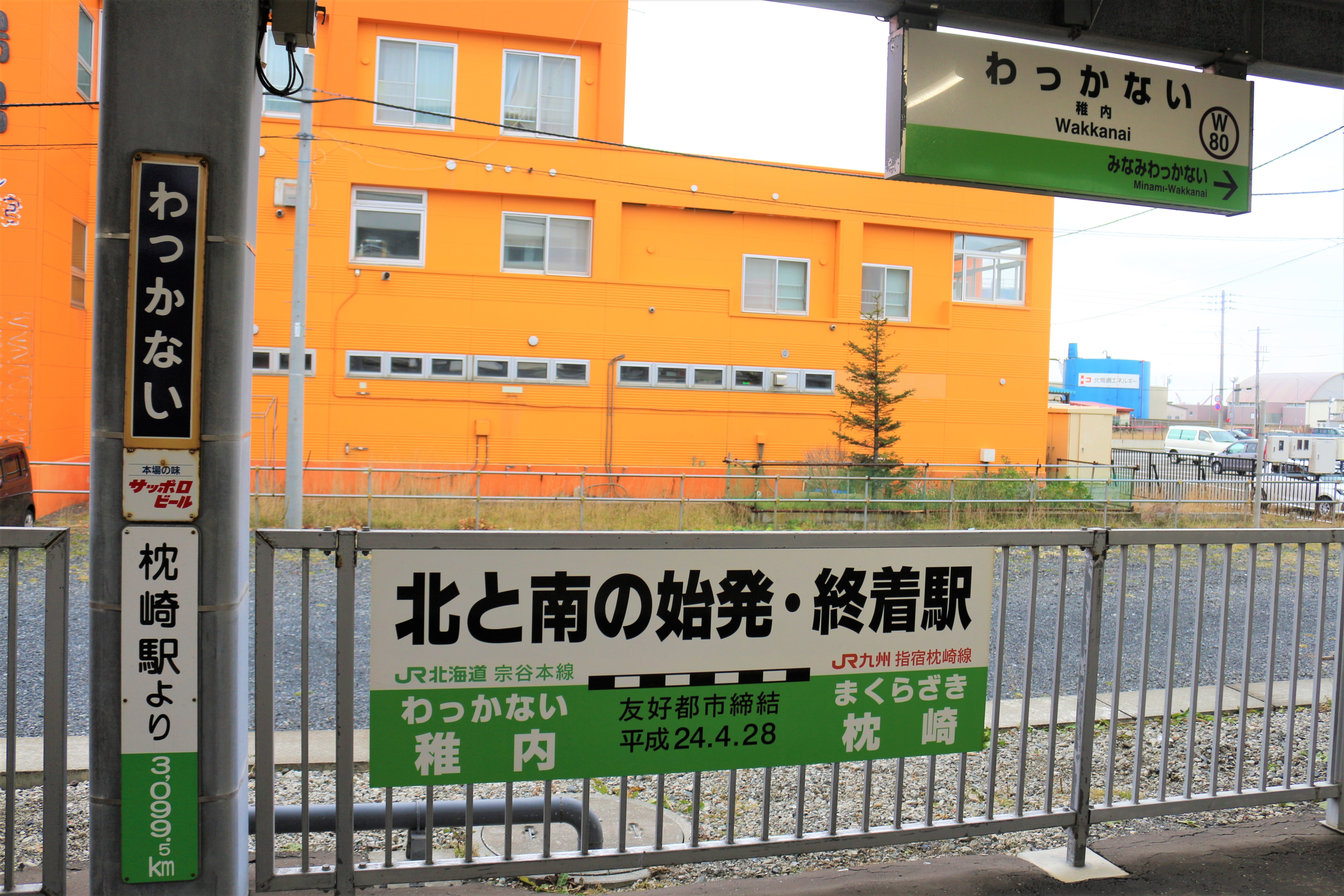
駅名標と稚内市と枕崎市が友好都市となって1周年となったことを記念するプレート。
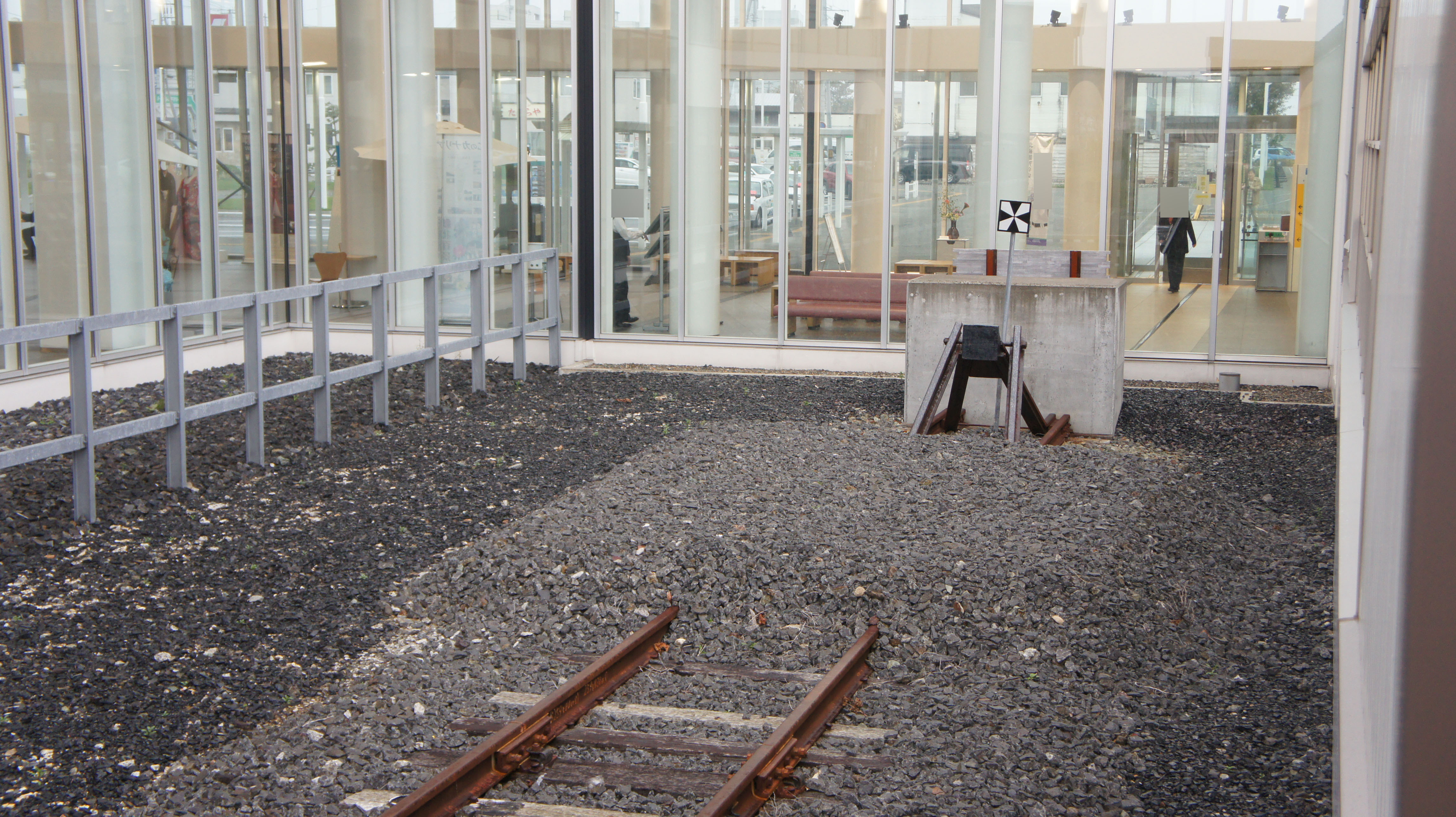
車止め（宗谷本線の終端） （2017年10月）
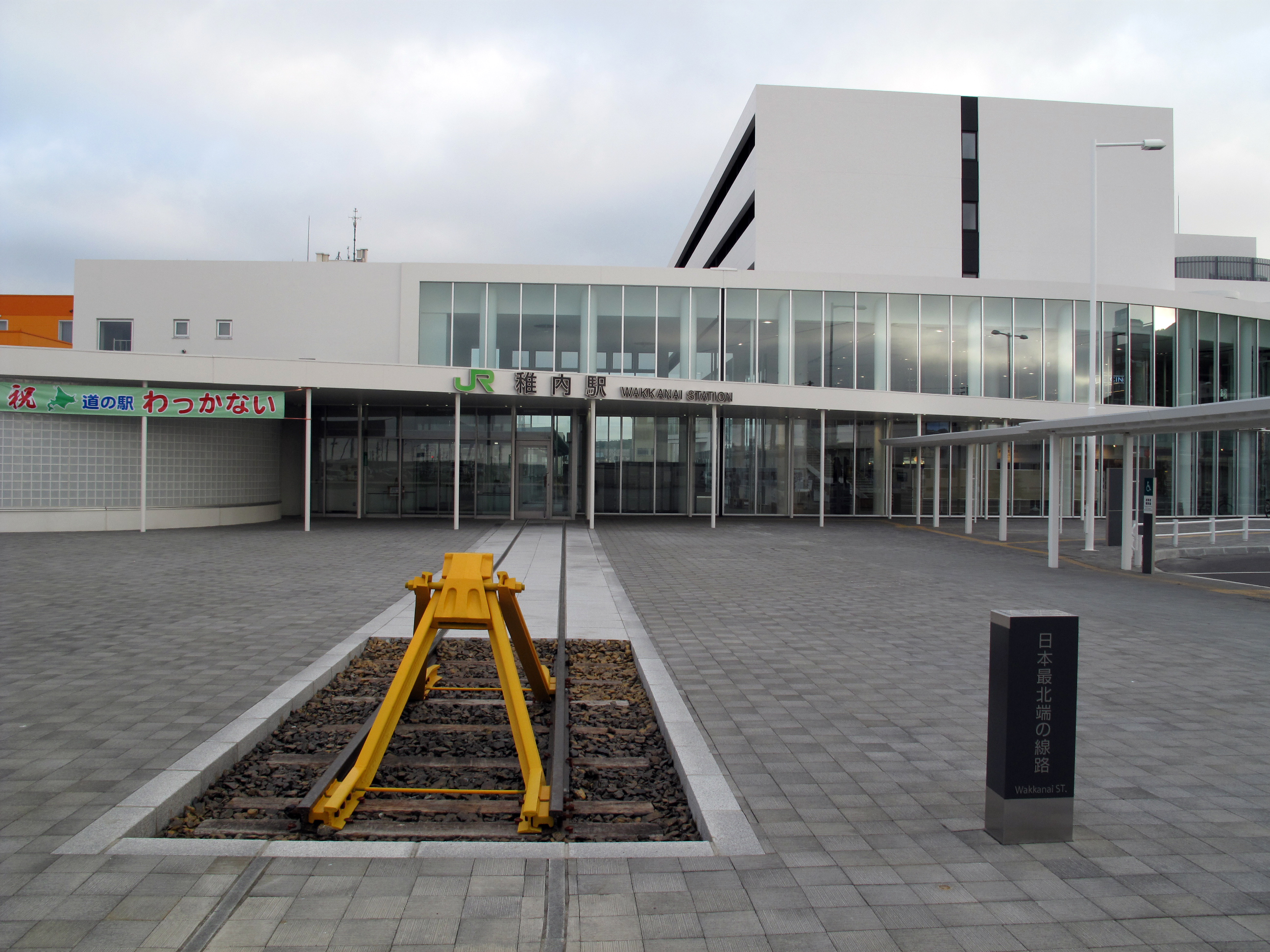
復元した「日本最北端の線路」（2012年6月）
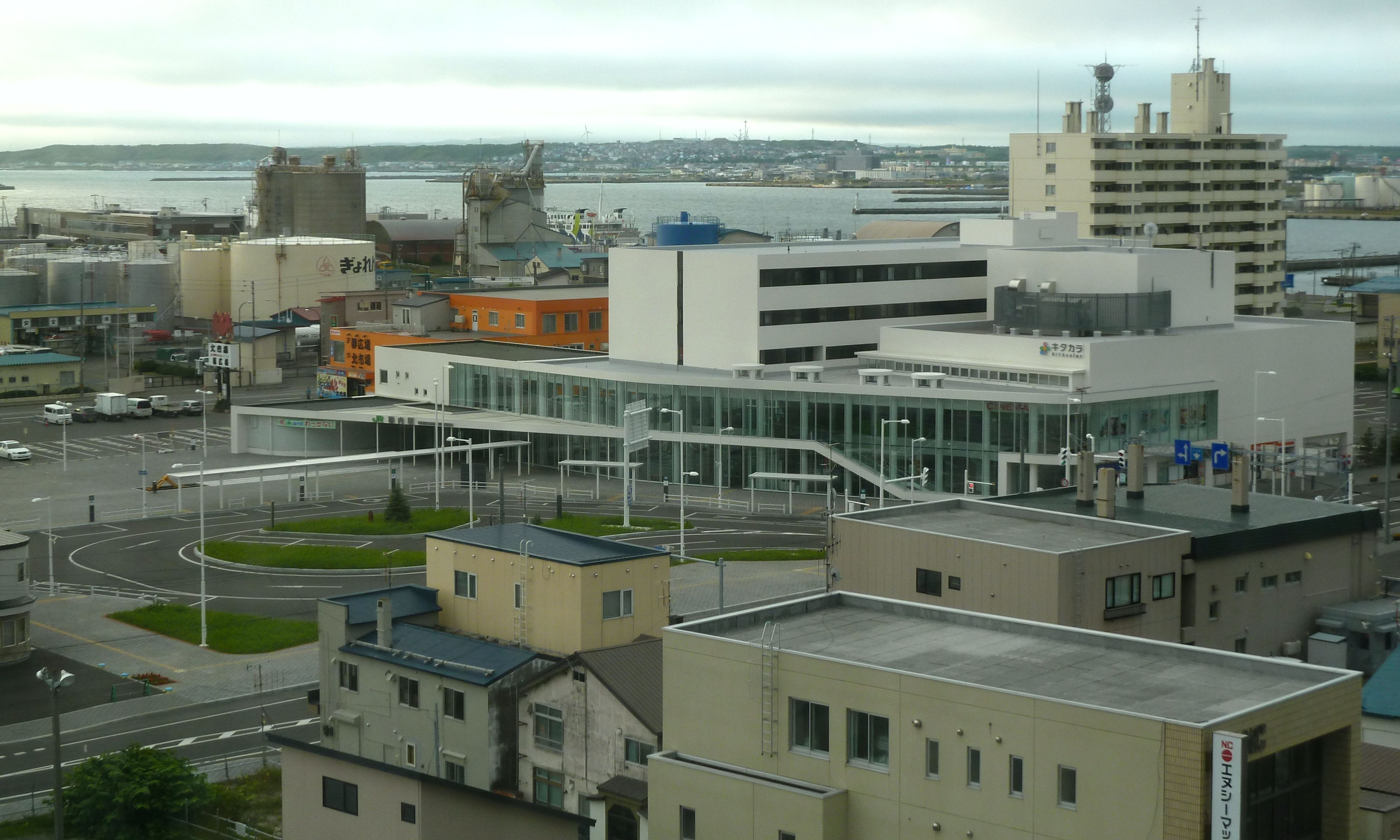
キタカラ（KITAcolor）外観（2012年7月）

### かつての配線図
かつては稚泊連絡船への接続などを考慮した広大な構内に複雑な配線を施していた。しかし、貨物営業の廃止などにより側線は縮小していき、旅客列車が停車する部分についても棒線化が行われ、現在は分岐器がない駅になった。
| ← 旭川方   | 1975年3月時点の稚内駅配線図 |  |
| 凡例 出典: |                             |  |

## 利用状況
乗車人員の推移は以下のとおり。年間の値のみ判明している年については、当該年度の日数で除した値を括弧書きで1日平均欄に示す。乗降人員のみが判明している場合は、1/2した値を括弧書きで記した。
また、「稚内市統計書」を基とする値については窓口乗車券発売人員のみの値であり、「JR調査」については、当該の年度を最終年とする過去5年間の各調査日における平均である。
| 年度               | 乗車人員（人） | 乗車人員（人） | 乗車人員（人） | 出典               | 備考               |
| 年度               | 年間           | 1日平均        | JR調査         | 出典               | 備考               |
| ------------------ | -------------- | -------------- | -------------- | ------------------ | ------------------ |
| 1935年（昭和10年） | 71,776         | (196.1)        |                | [ * 2 ]            |                    |
| 1949年（昭和24年） | 308,210        | (844.4)        |                | [ * 2 ]            |                    |
| 1968年（昭和43年） | 433,355        | （1,187.2)     |                | [ 33 ]             |                    |
| 1970年（昭和45年） | 364,331        | (998.1)        |                | [ 33 ]             |                    |
| 1975年（昭和50年） | 335,540        | (916.7)        |                | [ 33 ]             |                    |
| 1978年（昭和53年） |                | 694            |                | [ 8 ]              |                    |
| 1980年（昭和55年） | 219,339        | (601.1)        |                | [ 33 ]             |                    |
| 1985年（昭和60年） | 119,307        | (326.9)        |                | [ 33 ]             |                    |
| 1990年（平成02年） | 86,553         | (237.1)        |                | [ 33 ]             | 前年度で天北線廃止 |
| 1991年（平成03年） | 88,674         | (242.3)        |                | [ 33 ]             |                    |
| 1992年（平成04年） | 87,161         | (238.8)        |                | [ 33 ]             |                    |
| 1993年（平成05年） | 89,790         | (246.0)        |                | [ 33 ]             |                    |
| 1994年（平成06年） | 88,011         | (241.1)        |                | [ 33 ]             |                    |
| 1995年（平成07年） | 88,567         | (242.0)        |                | [ 33 ]             |                    |
| 1996年（平成08年） | 87,235         | (239.0)        |                | [ 33 ]             |                    |
| 2005年（平成17年） | 53,300         | (146.0)        |                | [ * 3 ]            |                    |
| 2006年（平成18年） | 47,450         | (130.0)        |                | [ * 3 ]            |                    |
| 2007年（平成19年） | 45,200         | (123.5)        |                | [ * 4 ]            |                    |
| 2008年（平成20年） | 43,400         | (119.0)        |                | [ * 4 ]            |                    |
| 2009年（平成21年） | 40,150         | (110.0)        |                | [ * 4 ]            |                    |
| 2010年（平成22年） | 36,500         | (100.0)        |                | [ * 4 ]            |                    |
| 2011年（平成23年） | 38,690         | (105.7)        |                | [ * 5 ]            |                    |
| 2012年（平成24年） | 38,690         | (106.0)        |                | [ * 5 ]            |                    |
| 2013年（平成25年） | 36,360         | (99.6)         |                | [ * 5 ]            |                    |
| 2014年（平成26年） | 34,700         | (95.1)         |                | [ * 5 ]            |                    |
| 2015年（平成27年） | 39,100         | (106.8)        | 10名以上       | [ * 5 ] [ JR北 1 ] |                    |
| 2016年（平成28年） | 38,000         | (104.1)        | 117.8          | [ * 6 ] [ JR北 2 ] |                    |
| 2017年（平成29年） | 30,700         | (84.1)         | 120.0          | [ * 6 ] [ JR北 3 ] |                    |
| 2018年（平成30年） | 30,300         | (83.0)         | 111.8          | [ * 6 ] [ JR北 4 ] |                    |
| 2019年（令和元年） | 30,400         | (83.0)         | 105.4          | [ * 6 ] [ JR北 5 ] |                    |
| 2020年（令和02年） | 16,100         | (44.1)         | 106.8          | [ * 7 ] [ JR北 6 ] |                    |
| 2021年（令和03年） | 14,200         | (38.9)         | 93.8           | [ * 8 ] [ JR北 7 ] |                    |
| 2022年（令和04年） | 17,500         | (47.9)         | 86.2           | [ * 1 ] [ JR北 8 ] |                    |
| 2023年（令和05年） |                |                | 89.0           | [ JR北 9 ]         |                    |

## 駅弁
かつては優等列車の発着に合わせて、社員1人で調製から販売を行うサンエイ商事の駅弁が立売で売られていたが、2004年1月にその社員が死去したため、それ以後立売は行われなくなった。その後旭川駅立売商会傘下の稚内駅立売株式会社が発足し調製及び販売を行なっている。2009年（平成21年）6月30日をもって名寄駅が駅弁販売を終了したため、稚内駅が宗谷本線所属駅では唯一の駅弁販売駅になった。
主な駅弁は下記の通り。
- こぼれいくら！ほたて弁当
- 四大かに弁当
- かに海鮮御膳
- どっさり海鮮弁当
- かにいくらめし

## 駅周辺
駅前交差点は国道40号の終点、国道232号と北海道道106号稚内天塩線の起点になっている。市街地は南稚内駅周辺まで広がっている。稚内フェリーターミナル、稚内港国際旅客フェリーターミナルまでは車で約2分（徒歩約15分）、稚内副港市場までは車で約3分、稚内市開基百年記念塔・北方記念館のある稚内公園までは車で約15分、ノシャップ岬（野寒布岬）までは車で約15分、稚内空港までは車で約20分（バスで約30分）、宗谷岬までは車で約1時間の距離に位置している。
- 夢食館北市場
- 稚内市温水プール「水夢館」
- サフィールホテル稚内
- 北防波堤ドーム
- 食品館あいざわ
- 天然温泉 天北の湯 ドーミーイン稚内
- 稚内信用金庫本店
- 北洋銀行稚内支店
- 北海道銀行稚内支店
- 稚内郵便局
- 北門神社
- 量徳寺
- 稚内市役所
- 稚内総合文化センター
- 市立稚内病院
- 北海道旭川方面稚内警察署
- 旭川地方裁判所稚内支部、旭川家庭裁判所稚内支部、稚内簡易裁判所
- 旭川地方検察庁稚内支部、稚内区検察庁
- 稚内港湾合同庁舎
- サッポロドラッグストアー稚内中央店

## バス路線
宗谷バスのバスが発着する。路線は当該記事を参照。
- 案内所はキタカラ内（駅舎直結）に、バス停は駅前バスターミナルと駅前道路上に設けられている[36]。
- 都市間バス「特急わっかない号」は北都交通との共同運行。

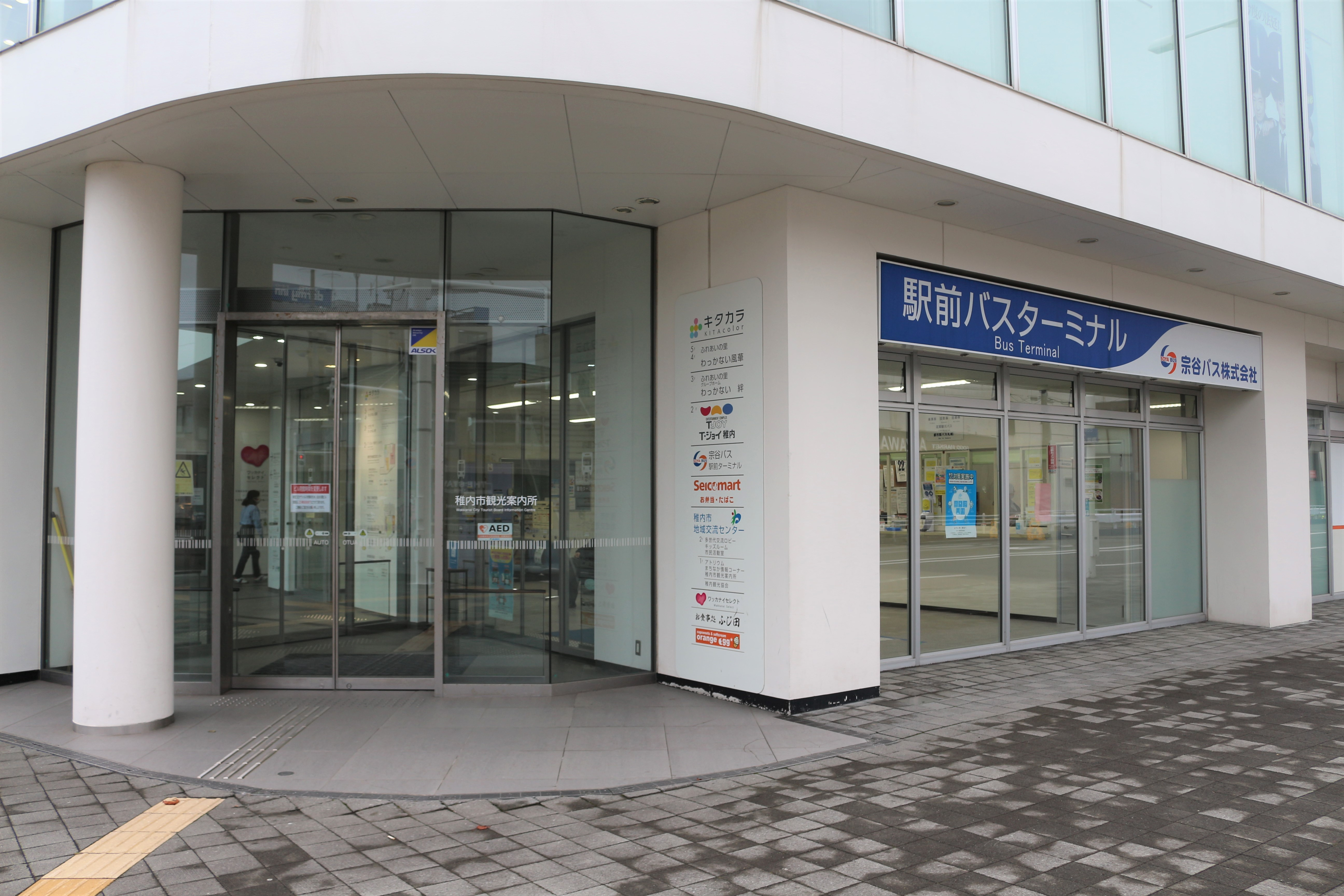
稚内駅前バスターミナル（2021年11月）

## その他
1995年9月4日に深名線が廃止されて以降、最長片道切符の起点駅となっていたが、2024年4月1日に根室本線富良野駅 - 新得駅間が廃止されて以降は起点駅でなくなった。ただし、運賃計算キロベースで距離を計算した場合は、引き続き起点駅となる。

## 隣の駅
北海道旅客鉄道（JR北海道）
■宗谷本線
「宗谷」「サロベツ」停車駅
■普通
南稚内駅 (W79) - 稚内駅 (W80)